# Willem Hesseling
Willem Hesseling (Apeldoorn, 11 mei 1950) is een Nederlandse beeldend kunstenaar.

## Leven en werk
Hesseling werd opgeleid als beeldend kunstenaar aan de Academie voor Beeldende Kunsten Sint-Joost te Breda. Daarna volgde hij de opleiding tot edelsmid aan de Vakschool Schoonhoven. Deze brede opleiding maakte hem tot een veelzijdig kunstenaar: schilder, beeldhouwer, edelsmid en industrieel, grafisch en ruimtelijk vormgever. Hij vestigde zich als beeldend kunstenaar in Gouda, waar hij samen met de sieradenontwerpster Lisette Bouman een atelier had. In 2018 verhuisde hij naar Dreischor in Zeeland.
Voor Croda/Cargill, de voormalige kaarsenfabriek van Gouda, maakte hij in de jaren 1980 een stalen reliëf op de sproeitoren van het bedrijf (zie afbeelding). Tevens was hij verantwoordelijk voor het interieurontwerp en de huisstijl van het bedrijf. Zijn schilderij De rotsen van Bretagne is onderdeel van de kunstcollectie van het bedrijf.
Als illustrator werkte hij samen met de schrijfster Cobi de Jong aan een serie kinderboeken over diabetes voor kinderen in Zuid-Afrika.
In 2011 schilderde Hesseling in een jaar tijd de 14 Kruiswegstaties. De Stichting Hedendaagse Kunst en Religie Gouda is opgericht om het mogelijk te maken dat de Kruiswegstaties tentoongesteld worden in de Sint-Janskerk (Gouda) en op eventuele andere geschikte locaties.
Zijn werk wordt regelmatig geëxposeerd zowel in Nederland als in Duitsland, België en Zwitserland.

## Fotogalerij

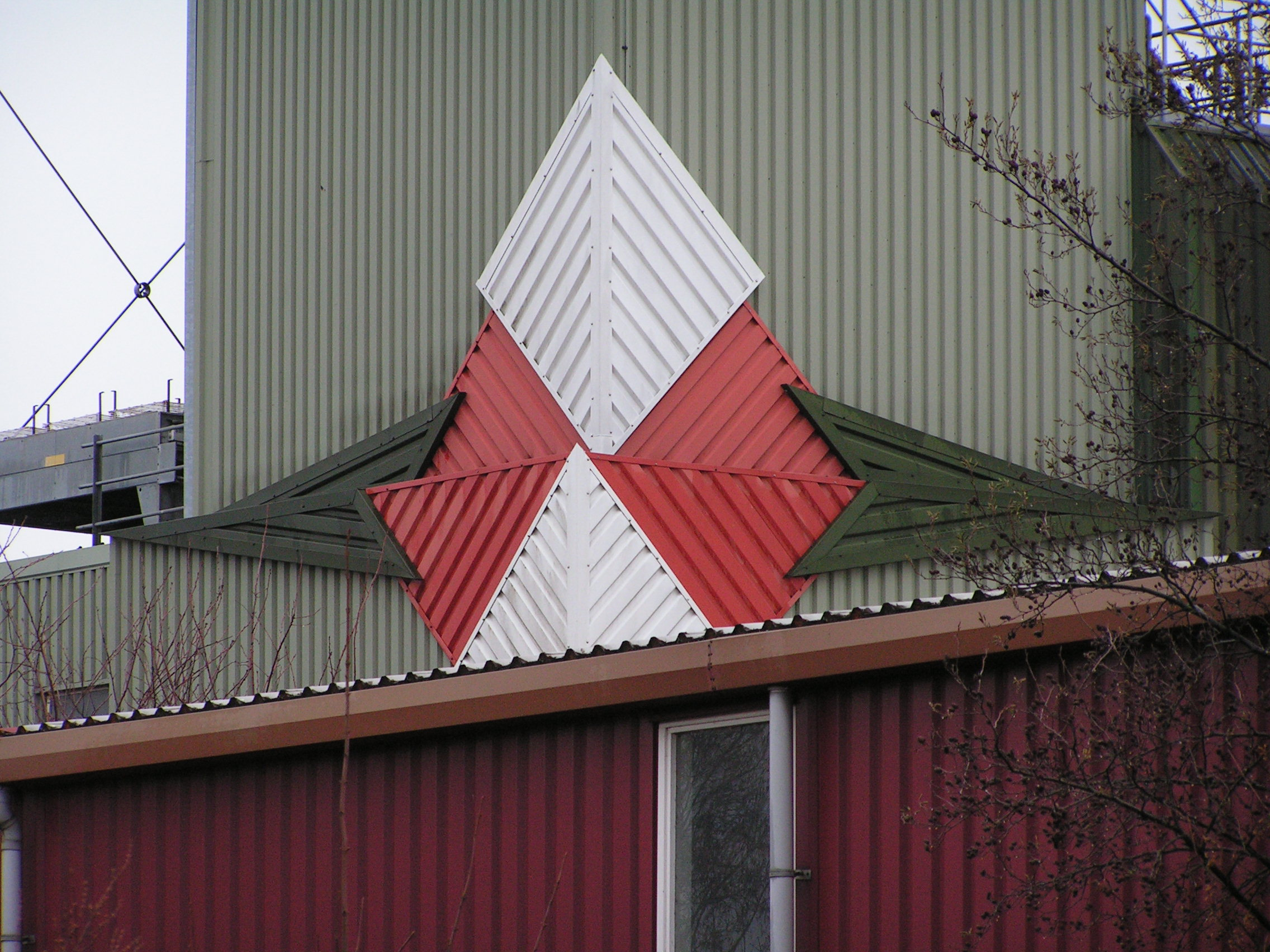
Zonder titel door Willem Hesseling bij de sproeitoren van Cargill
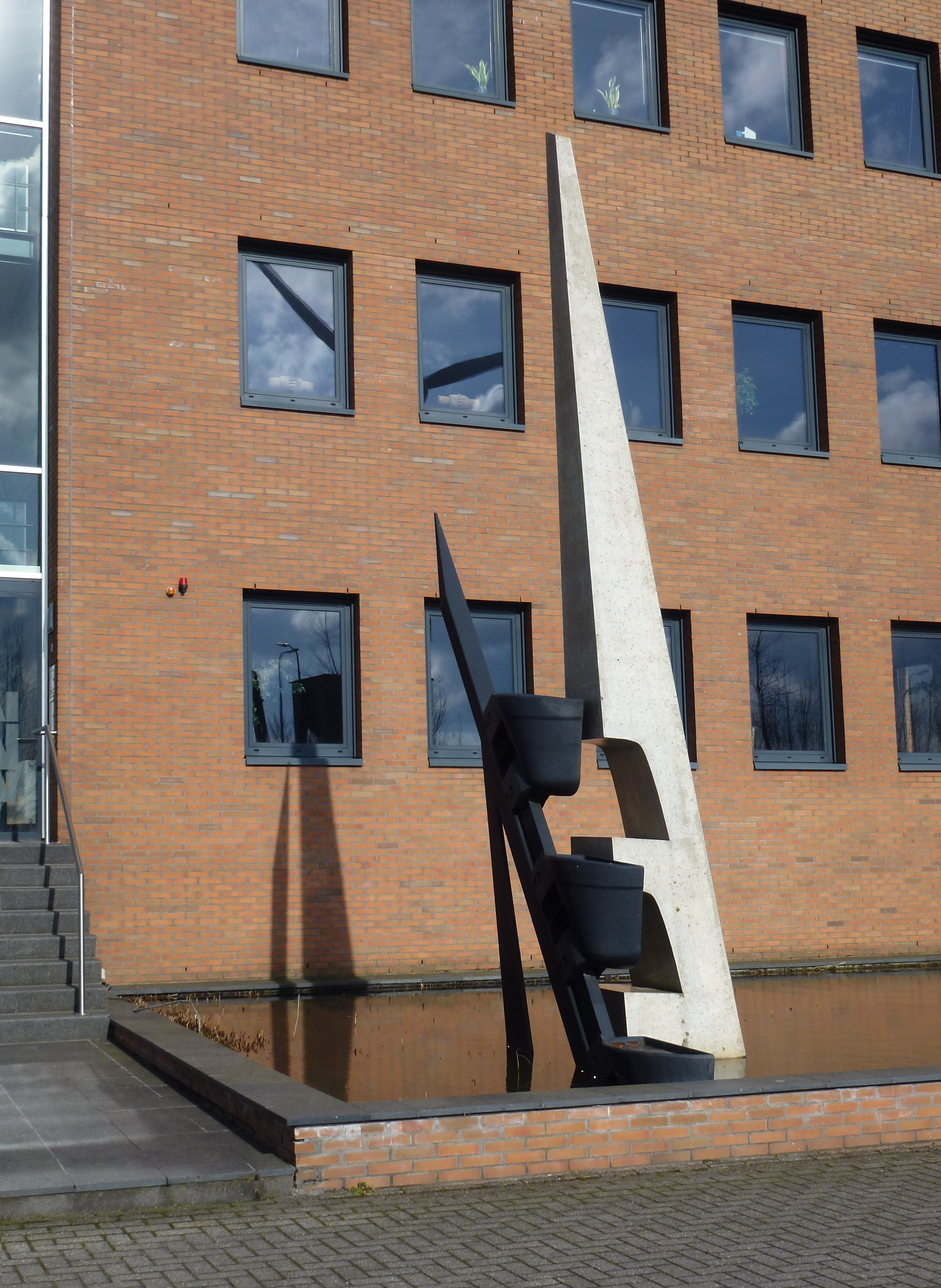
Zonder titel door Willem Hesseling bij Van Nieuwpoort in Gouda